# Lockheed S-3 Viking
Lockheed S-3 Viking – amerykański samolot patrolowy, bazujący na pokładach lotniskowców, opracowany i zbudowany w 1972 roku w amerykańskiej wytwórni lotniczej Lockheed Corporation.

## Historia

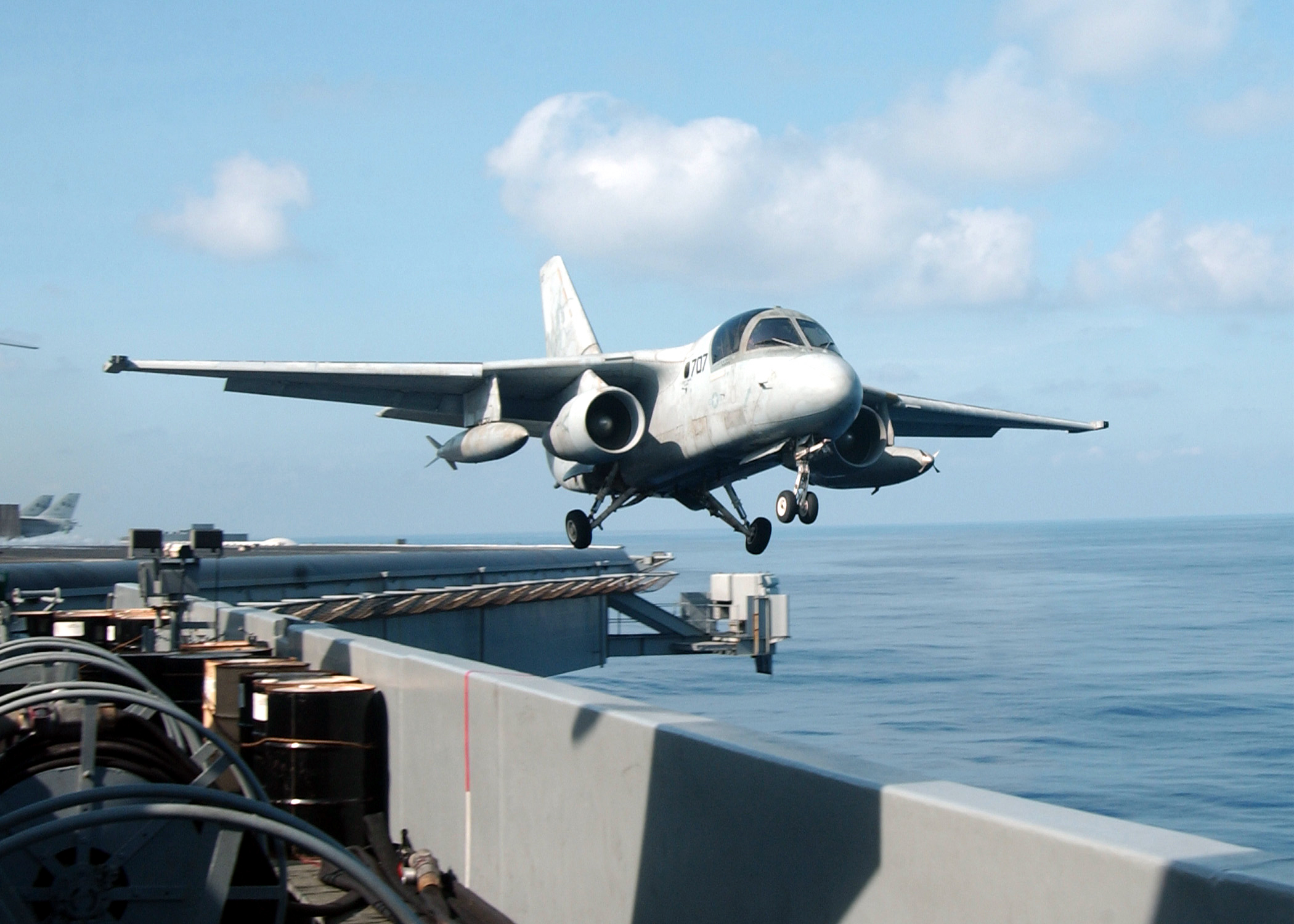
Samolot S-3B Viking startujący z lotniskowca USS Abraham Lincoln. (sierpień 2002 rok)

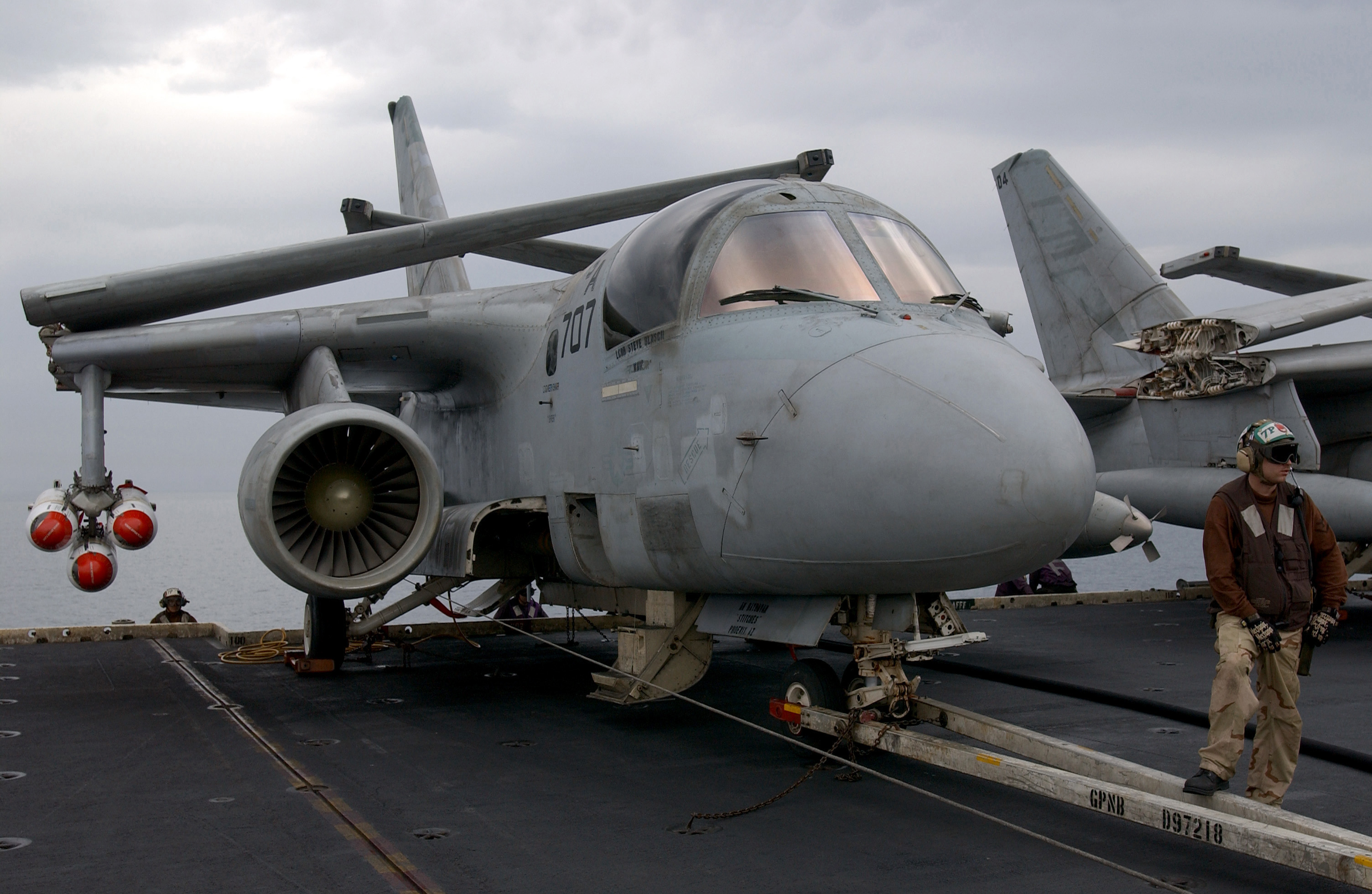
Samolot S-3 Viking ze złożonymi skrzydłami na pokładzie lotniskowca

W 1969 roku w biurze konstrukcyjnym amerykańskiej wytwórni Lockheed Corporation opracowano projekt samolotu patrolowego, bazującego na pokładach lotniskowców, a przeznaczonego do patrolowania akwenów morskich oraz wykrywania i zwalczania okrętów podwodnych. Projekt ten otrzymał oznakowanie S-3 Viking.
Był to dwusilnikowy samolot, grzbietopłat o skrzydłach skośnych, mający odpowiednie do wykonywanych zadań wyposażenie elektroniczne i akustyczne oraz różnorodne i silne uzbrojenie. 
Pierwszy prototyp oblatano 21 stycznia 1972 roku. W sumie zbudowano jeszcze siedem prototypów, a ostatni oblatano w 1973 roku.
Produkcję seryjną rozpoczęto w 1974 roku, modernizując w kolejnych latach samolot. Produkcję zakończono w 1978 roku. Łącznie zbudowano 188 S-3 Vikingów wszystkich wersji.

### Produkowane wersje samolotu S-3 Viking
- S-3A Viking – wersja podstawowa, samolot patrolowy
- S-3B Viking – zmodernizowane samoloty wersji podstawowej, różniące się systemem przetwarzania danych pochodzących z boi akustycznych, nowocześniejszą stacją radiolokacyjną oraz możliwością podwieszania i odpalania pocisków rakietowych Harpoon. Początkowo na tę wersję przerobiono 2 samoloty S-3A (oblot pierwszego nastąpił 13 września 1984 roku). W latach osiemdziesiątych przerobiono dalszych 30 samolotów, a w 1991 roku 160.
- US-3A – wersja transportowo-dostawcza, przeznaczona do przewozu 6 osób i 2100 kg ładunku lub 3400 kg ładunku przy dwuosobowej załodze z lądu na pokład lotniskowca. Samolot ten miał możliwość przewiezienia pod skrzydłami 2 kontenerów z silnikami turbinowymi. Oblot pierwszego samolotu tej wersji nastąpił 2 lipca 1976 roku. Łącznie zbudowano 30 samolotów tej wersji.
- KS-3A – wersja latającego zbiornikowca z zamontowanymi dodatkowymi zbiornikami paliwa w komorach bombowych i komorach innego uzbrojenia wewnętrznego oraz ze dwoma zbiornikami podwieszanymi pod skrzydłami. Samolot ten mógł łącznie przewieźć 9318 kg paliwa.
- ES-3A – wersja przeznaczona wyłącznie do zwiadu elektronicznego, wyposażona m.in. w  60 anten na kadłubie. Załoga może dokładnie określić położenie samolotu w przestrzeni we współpracy z systemem satelitarnym GPS.

## Użycie w lotnictwie
Samoloty S-3A Viking zostały wprowadzone w 1974 roku do lotnictwa amerykańskiej marynarki wojennej. Uroczyste wprowadzenie nastąpiło w dniu 20 lutego 1974 roku. Następnie sukcesywnie wprowadzano je do jednostek lotnictwa marynarki i na poszczególne lotniskowce. 
Zmodernizowane samoloty wersji S-3B Viking wprowadzono do jednostek w grudniu 1987 roku. Używane były wyłącznie przez lotnictwo marynarki USA. 
20 lutego 1991 roku podczas wojny w Zatoce Perskiej, samolot S-3 z eskadry VS-24 lotniskowca USS „Theodore Roosevelt” zatopił bombami klasycznymi Mk 82 iracką kanonierkę koło wyspy Bubiyan – był to pierwszy przypadek zatopienia okrętu nawodnego przez ten samolot. 27 lutego inny S-3 zatopił patrolowiec typu Zhuk.
Samoloty zostały wycofane z użycia 30 stycznia 2009.

## Opis konstrukcji
Samolot Lockhhed S-3A Viking jest czteromiejscowym pokładowym samolotem patrolowym do wykrywania i zwalczania okrętów podwodnych. Grzbietopłatem o konstrukcji metalowej (skrzydła i usterzenie pionowe – składane do bazowania na lotniskowcach). Podwozie trójpodporowe z kółkiem przednim wciąganym hydraulicznie w locie. Z tyłu w dolnej części kadłuba znajduje się hak wypuszczany podczas lądowania do chwytania lin hamujących rozpiętych w poprzek pokładu lotniskowca. Napęd: 2 dwuprzepływowe silniki turbinowe. Samolot wyposażany jest w klimatyzowaną kabinę ciśnieniową mieszczącą z przodu obok siebie fotele I i II pilota, a za nimi fotele oficera taktycznego i operatora systemu radioakustycznego. 
Obok przyrządów pokładowych pilotażowo-nawigacyjnych, w skład wyposażenia samolotu wchodzą: 
- stacja radiolokacyjna AN/APS 116 – umożliwiająca wykrywanie małych obiektów i stosowania do celów nawigacyjnych
- komputer centralny Sperry Univac AN/AYK-10 – służący do sterowania systemem poszukiwania i niszczenia okrętów podwodnych
- bezwładnościowy system nawigacyjny
- system dopplerowski APN-200
- wysokościomierz radiolokacyjny z urządzeniem ostrzegającym
- system łączności z bojami hydroakustycznymi
- system wykrywania pasywnego
- radiowe boje hydroakustyczne i odbiornik do odbierania z nich sygnałów
- kamera termowizyjna z wybieraniem liniowym z dwoma obiektywami (szerokokątnym i teleobiektywem o zmiennej ogniskowej) umieszczona w wysuwanej z kadłuba do dołu wieżyczce – służącej do wykrywania promieniowania podczerwonego celu (wieżyczka ustawiana jest przez komputer, a cel po wykryciu śledzony jest automatycznie)
- magnetometr przeznaczony do zwiększenia dokładności oznaczenia położenia celu

Uzbrojenie:
- 4 torpedy Mk 46 lub 4 miny przeciwpodwodne Mark 57 albo
- 4 bomby ogólnego przeznaczenia Mk 82 względnie 4 miny głębinowe Mk 53 albo
- niekierowane pociski rakietowe lub kierowane pociski rakietowe przeciwokrętowe Harpoon o masie 2 x 529 kg
- bomby oświetleniowe rozmieszczone w komorach bombowych i podwieszone na dwóch węzłach pod skrzydłami
- w tylnej części kadłuba w prowadnicach rurowych znajduje się 60 boi radioakustycznych